# Marcus Rosner
Marcus Rosner (Campbell River, 10 agosto 1989) è un attore canadese.

## Biografia
Marcus Rosner è nato a Campbell River, nella Columbia Britannica. Si è spostato molto da bambino, ma è cresciuto principalmente nell'Alberta. Ha iniziato la sua carriera come attore a Vancouver, nella Columbia Britannica e ha trascorso del tempo vivendo a Toronto, nell'Ontario.
È apparso in un'ampia varietà di progetti televisivi e cinematografici dal 2012.

## Filmografia

### Cinema
- Tomorrowland - Il mondo di domani (Tomorrowland), regia di Brad Bird (2015)[5][6]
- My Fake Boyfriend, regia di Rose Troche (2022)[7][8]

### Televisione
- The Secret Circle – serie TV, episodio 1x12 (2012)
- This American Housewife – serie TV, episodio 1x01 (2012)
- Joey Dakota, regia di Richard Bartlett – film TV (2012)[9]
- Arrow – serie TV, 2 episodi (2012–2018)
- ER: Storie incredibili (Untold Stories of the E.R.) – serie TV, episodio 8x13 (2013)
- Continuum – serie TV, episodio 3x12 (2014)
- Rush – serie TV, episodio 1x04 (2014)
- Garage Sale Mystery – serie TV, episodio 1x02 (2014)
- Supernatural – serie TV, episodio 10x06 (2014)
- C'era una volta (Once Upon a Time) – serie TV, 2 episodi (2014)
- Girlfriends' Guide to Divorce – serie TV, 2 episodi (2014–2015)[10]
- Quando chiama il cuore (When Calls the Heart) – serie TV, 7 episodi (2015)[11][12][13]
- Mistresses - Amanti (Mistresses) – serie TV, episodio 3x06 (2015)
- Single & Dating in Vancouver – serie TV, episodio 2x02 (2015)
- A Christmas Detour, regia di Ron Oliver – film TV (2015)
- Appetite for Love, regia di David Mackay – film TV (2016)
- Una vita da star (Summer of Dreams), regia di Mike Rohl – film TV (2016)
- Un autunno molto speciale (Autumn in the Vineyard), regia di Scott Smith – film TV (2016)
- Riuniti a Natale (A Firehouse Christmas), regia di George Erschbamer – film TV (2016)
- You Me Her – serie TV, episodio 1x01 (2016)
- Case e misteri - Incastrati per omicidio (Framed for Murder: A Fixer Upper Mystery), regia di Mark Jean - film TV (2017)
- The Birthday Wish, regia di Peter DeLuise – film TV (2017)
- Infidelity in Suburbia, regia di David Winning – film TV (2017)
- Un'estate molto speciale (Summer in the Vineyard), regia di Martin Wood – film TV (2017)
- A Harvest Wedding, regia di Steven R. Monroe – film TV (2017)
- Maternal Instinct, regia di George Erschbamer – film TV (2017)
- Christmas In Evergreen, regia di Alex Zamm – film TV (2017)
- Fixer Upper Mysteries – serie TV, episodio 1x01 (2017)
- Unreal – serie TV, 6 episodi (2018)[14][15][16]
- Yes, I Do, regia di Christie Will Wolf – film TV (2018)
- Poinsettias for Christmas, regia di Christie Will Wolf – film TV (2018)
- Un San Valentino molto speciale (Valentine in the Vineyard), regia di Terry Ingram – film TV (2019)
- The Killer Downstairs, regia di Tony Dean Smith – film TV (2019)
- Sweet Mountain Christmas, regia di David Weaver – film TV (2019)
- Killer in the Guest House, regia di Tony Dean Smith – film TV (2020)
- Love on Harbor Island, regia di Lucie Guest – film TV (2020)[17]
- Christmas with a Crown, regia di Dylan Pearce – film TV (2020)
- The Wedding Planners – serie TV, episodio 1x05 (2020)
- Love Stories in Sunflower Valley, regia di Robert Lieberman – film TV (2021)
- Amore tra le vigne (A Vineyard Romance), regia di Lucie Guest – film TV (2021)
- Romance to the Rescue, regia di Heather Hawthorn Doyle – film TV (2022)
- From Italy with Amore, regia di Dylan Pearce – film TV (2022)
- Team Bride, regia di Dylan Pearce – film TV (2022)
- Ride – serie TV, 6 episodi (2023)
- Finding Mr. Right, regia di Dylan Pearce – film TV (2023)
- Un Natale sui pattini (An Ice Palace Romance), regia di Shawna Steele – film TV (2023)
- Sex/Life – serie TV, episodio 2x04 (2023)
- The Love Club – serie TV, 2 episodi (2023)

## Doppiatori italiani
Nelle versioni in italiano delle opere in cui ha recitato, Marcus Rosner è stato doppiato da:
- Ruggero Andreozzi in Una corona per Natale, Amore tra le vigne, L'uomo dei miei sogni
- Marco Giansante in C'era una volta
- Guido Di Naccio in Supernatural
- Gabriele Sabatini in Riuniti a Natale
- Marco Bassetti in Case e misteri - Incastrati per omicidio
- Stefano Macchi in Un'estate molto speciale
- Matteo Bianchi ne Il mio finto ragazzo